# 福康安紀功碑
23°29′00″N 120°27′50″E / 23.483337°N 120.463989°E
福康安紀功碑，位於臺灣嘉義市東區嘉義公園，是紀念福康安在林爽文事件乾隆五十二年（1787年）解諸羅縣城之圍，並於次年頒布表揚的清乾隆漢滿文御碑之一。該碑現被列為嘉義市文化資產。

## 由來
乾隆五十二年（1787年）冬，福康安率軍從鹿港登陸，擊敗圍困諸羅城的林爽文軍。平定後，乾隆皇帝御文五篇發交臺灣建立十座碑，其中生祠碑是以滿、漢文字合璧，分刻一式二通。
取自烈嶼的花崗石碑運來時，屬於諸羅縣福康安生祠的贔屭基座搬運意外落在台南鯤鯓湖。清朝官員臨時在臺灣以砂岩仿製一隻贔屭代替，作工較為粗糙。至於落海的贔屭則直到1911年由漁民撈獲，奉祀於南廠保安宮。

## 遷移
據考，碑身寬約三尺、高約十二尺的此碑為乾隆五十三年（1788年）秋所建。碑址原在諸羅縣城龍王廟（嘉義東門町派出所）水池西側的福康安生祠，為今嘉義市共和路與公明路附近。隨著時間變遷，生祠在咸豐年間已漸荒廢，乃至同治年間被破壞殆盡。1906年梅山地震後，碑身與基座就暫遷到新榮路慶昇戲院（今慶昇醫院）前。今址在嘉義公園大門進入約十公尺的花架後，四周用水泥椅座成圓形圍繞，以茂密的樹蔭遮蓋。
地方也有建議將嘉義公園此碑運到赤崁樓，以與另外九座碑共展的建議。

## 觀光
1948年，嘉義市市長宓如卓認為諸羅八景有些在嘉義縣下或已過時，遂邀李德和、許然、朱榮貴、黃文陶、林玉書、余慶鐘組成「嘉市新八景評定委員會」選定新的「八景六勝」，其中此碑以「御碑紀績」之名與忠義十九公廟、嘉義市忠烈祠、嘉義公園太保樓、顏思齊墓、青芝園等列為「六勝」。
2001年中華民國各縣市歷史建築十景票選期間，嘉義市文化局挑出此碑等供嘉義市民在10月4日到14日決選。經十一天票選，該碑獲八百一十六票，名列嘉義市歷史建築十景第六名。
在列為文化古物後，市府委由雲林科技大學建立監測系統。